# Platyzosteria denini
Platyzosteria denini är en kackerlacksart som beskrevs av Hanitsch 1923. Platyzosteria denini ingår i släktet Platyzosteria och familjen storkackerlackor. Inga underarter finns listade i Catalogue of Life.